# Paul Sablon
Pour les articles homonymes, voir Sablon.
Paul Sablon (né en 1888 à Bruxelles) est un acteur, réalisateur, écrivain et metteur en scène belge.

## Filmographie
Comme acteur
- 1916 : The Whole Jungle Was After Him (sous le nom de Paul Bourgeois)
- 1916 : On the Trail of the Tigress (sous le nom de Paul Bourgeois)
- 1915 : The Lion's Ward (sous le nom de Paul Bourgeois)
- 1915 : The Heart of a Tigress (sous le nom de Paul Bourgeois)
- 1915 : Joe Martin Turns 'Em Loose (sous le nom de Paul Bourgeois)
- 1913 : A Prisoner in the Harem : Akbar
- 1913 : The Tiger (sous le nom de Paul Bourgeois) : Game
- 1913 : The Amateur Lion Tamer (sous le nom de Paul Bourgeois)
- 1913 : Le cow-boy John cherche un engagement au music-hall : John
- 1912 : The Vengeance of the Fakir : le Hindu
- 1912 : L'Or qui brûle

Comme metteur en scène
- 1912 : Babylas va se marier
- 1912 : L'Âme des moulins
- 1912 : Le Calvaire du mousse
- 1912 : L'Or qui brûle
- 1912 : De Molens die juichen en weenen
- 1912 : La Peinture et les cochons

Comme réalisateur
- 1916 : Nadine of Nowhere (sous le nom de Paul Bourgeois)
- 1916 : The Whole Jungle Was After Him (sous le nom de Paul Bourgeois)
- 1916 : On the Trail of the Tigress (sous le nom de Paul Bourgeois)
- 1915 : Joe Martin Turns 'Em Loose (sous le nom de Paul Bourgeois)

Comme scénariste
- 1916 : The Whole Jungle Was After Him (sous le nom de Paul Bourgeois)
- 1915 : The Heart of a Tigress (sous le nom de Paul Bourgeois)
- 1915 : Joe Martin Turns 'Em Loose (sous le nom de Paul Bourgeois)